# Родригес, Томас (футболист)
Томас Абдиэль Родригес Мена (исп. Tomás Abdiel Rodríguez Mena; род. 9 марта 1999, Панама) — панамский футболист, нападающий клуба «Монагас» и сборной Панамы.

## Клубная карьера
Родригес — воспитанник столичного клуба «Альянса». 10 октября 2016 года в матче против «Тауро» он дебютировал в чемпионате Панамы. 31 марта 2019 года в поединке против «Санта Гемы» Томас забил свой первый гол за «Альянсу». В 2020 году Родригес перешёл в «Спортинг Сан-Мигелито». 25 октября в матче против «Потрос дель Эсте» он дебютировал за новую команду. В этом же поединке Томас забил свой первый гол за «Спортинг Сан-Мигелито».
В 2024 году Родригес перешёл в венесуэльский «Монагас». 3 февраля в матче против «Метрополитанос» он дебютировал в венесуэльской Примере. 24 февраля в поединке против «Умесита» Томас забил свой первый гол за «Монагас». В своём дебютном сезоне игрок стал лучшим бомбардиром чемпионата.

## Международная карьера
В 2018 году в составе молодёжной сборной Панамы Родригес принял участие в молодёжном Кубке КОНКАКАФ в США. На турнире он сыграл в матчах против команд Гваделупы, Мартиники и Канады.
В 2019 году в составе молодёжной сборной Панамы Родригес принял участие в молодёжном чемпионате мира в Польше. На турнире он сыграл в матчах против сборных Мали, Саудовской Аравии, Украины и Франции.
1 мая 2022 года в товарищеском матче против сборной Сальвадора Родригес дебютировал за сборную Панамы.
В 2019 году в составе олимпийской сборной Панамы Родригес принял участие в Панамериканских играх в Перу. На турнире он сыграл в матчах против команд Эквадора и Ямайки.

## Достижения
Индивидуальные
- Лучший бомбардир венесуэльской Примеры (16 голов) — 2024